# Winthemia reinhardi
Winthemia reinhardi är en tvåvingeart som beskrevs av Guimaraes 1972. Winthemia reinhardi ingår i släktet Winthemia och familjen parasitflugor.
Artens utbredningsområde är New York. Inga underarter finns listade i Catalogue of Life.